# Broadway Records

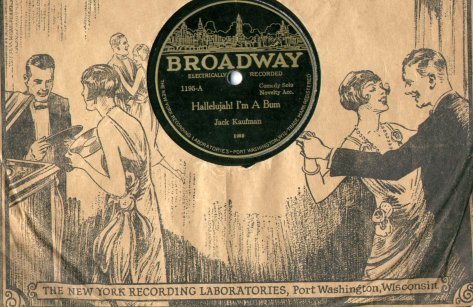
Broadway Records Papierhülle

Broadway Records war ein US-amerikanisches Plattenlabel der 1920er- und 1930er-Jahre.

## Geschichte

### Gründung und Erfolge
Die ersten Platten wurden von Broadway Records um 1921 von Masters der Paramount Records gepresst. Das Label gehörte zur damaligen Zeit der „Bridgeport Die and Machine Company“ aus Bridgeport, Connecticut. Ab 1924 wurden Aufnahmen der Emerson Records und Banner Records auf Platten gepresst und unter eigenem Namen verkauft.
Als die Bridgeport Company 1925 bankrottging und schließen musste, wurde Broadway von den „New York Recording Laboratories“ (NYRL) übernommen. Diese Gesellschaft gehörte, ebenso wie Paramount Records, der Wisconsin Chair Company aus Port Washington, Wisconsin. Ab diesem Zeitpunkt wurden nur noch Plaza-Aufnahmen genutzt, jedoch lag die Qualität der Aufnahmen ähnlich wie bei Paramount unter dem Durchschnitt damaliger Standards. Während dieser Zeit konnte Broadway seine größten Erfolge verzeichnen.

### Übernahme durch ARC und Ende
1932 wurde Broadway durch den Multikonzern American Record Corporation, kurz ARC Records, übernommen und eine neue Serie von Platten eingeführt (4000-Serie). Kurz danach erwarb das neu gestartete Label Decca Records Broadway und führte das Label bis 1935 mit mäßigem Erfolg weiter.

## Künstler
- Gus Cannon
- Vernon Dalhart
- Frank Ferera
- Arthur Fields
- Roy Harvey
- Blind Lemon Jefferson
- Irving Kaufman
- Frank Luther
- The Mississippi Sheiks
- Hoke Rice
- Carson Robison
- Elzadie Robinson
- Ernest Stoneman
- Henry Whitter